# Rhinodictya sagitta
Rhinodictya sagitta är en insektsart som beskrevs av Ronald Gordon Fennah 1949. Rhinodictya sagitta ingår i släktet Rhinodictya och familjen Tropiduchidae. Inga underarter finns listade i Catalogue of Life.